# 박종렬 (1877년)
박종렬(朴宗烈, 일본식 이름: 吉井宗烈요시이 무네타케, 1877년 12월 12일(음력 11월 8일) ~ 1958년 1월 15일)은 대한제국의 관료이며 일제강점기에 조선총독부 중추원 참의를 지냈다. 본관은 반남이다.

## 생애
충청북도 충주군 출신이다. 1901년에 관립한성일어학교 보통과를 졸업하였다.
1904년에 《대한일보》 기자가 되었고, 1906년 관립한성일어학교 부교관, 1907년 함경남도 관찰사 통역관, 1908년 함경남도 사무관겸 함경남도재판소 판사, 같은 해 7월 함경남도재판소 검사, 같은 해 10월 한성외국어학교 교수를 역임했다.
한일 병합 조약 체결 후에는 1912년 한국병합기념장을 받은 뒤 특별한 관직 없이 총독부 자문기관인 중추원에서 촉탁을 맡고 구관급제도조사위원회 위원으로 활동하다가, 1925년에 중추원 참의로 발탁되었다. 1935년을 기준으로 중추원 참의로서 종6위에 서위되어 있었다.
1924년 출범하여 조선의 독립은 물론 타협적인 자치 운동에도 반대한 이 시기의 대표적인 친일 단체 동민회에서 임원으로 활동한 바 있다.
2002년 민족정기를 세우는 국회의원모임이 발표한 친일파 708인 명단과 2008년 발표된 민족문제연구소의 친일인명사전 수록예정자 명단의 중추원 부문에 모두 포함되었으며 2009년 친일반민족행위진상규명위원회가 발표한 친일반민족행위 705인 명단에도 포함되었다.

## 같이 보기
- 조선총독부 중추원

## 참고자료
- 박종렬(朴宗烈) - 한국학중앙연구원